# John Bowes (1811-1885)
Pour les articles homonymes, voir Bowes.
John Bowes (19 juin 1811 Londres – 9 octobre 1885 Streatlam, co. Durham)  est un collectionneur d'art anglais et propriétaire de chevaux de course Pur-sang qui fonde le Bowes Museum à Barnard Castle, Teesdale.

## Famille

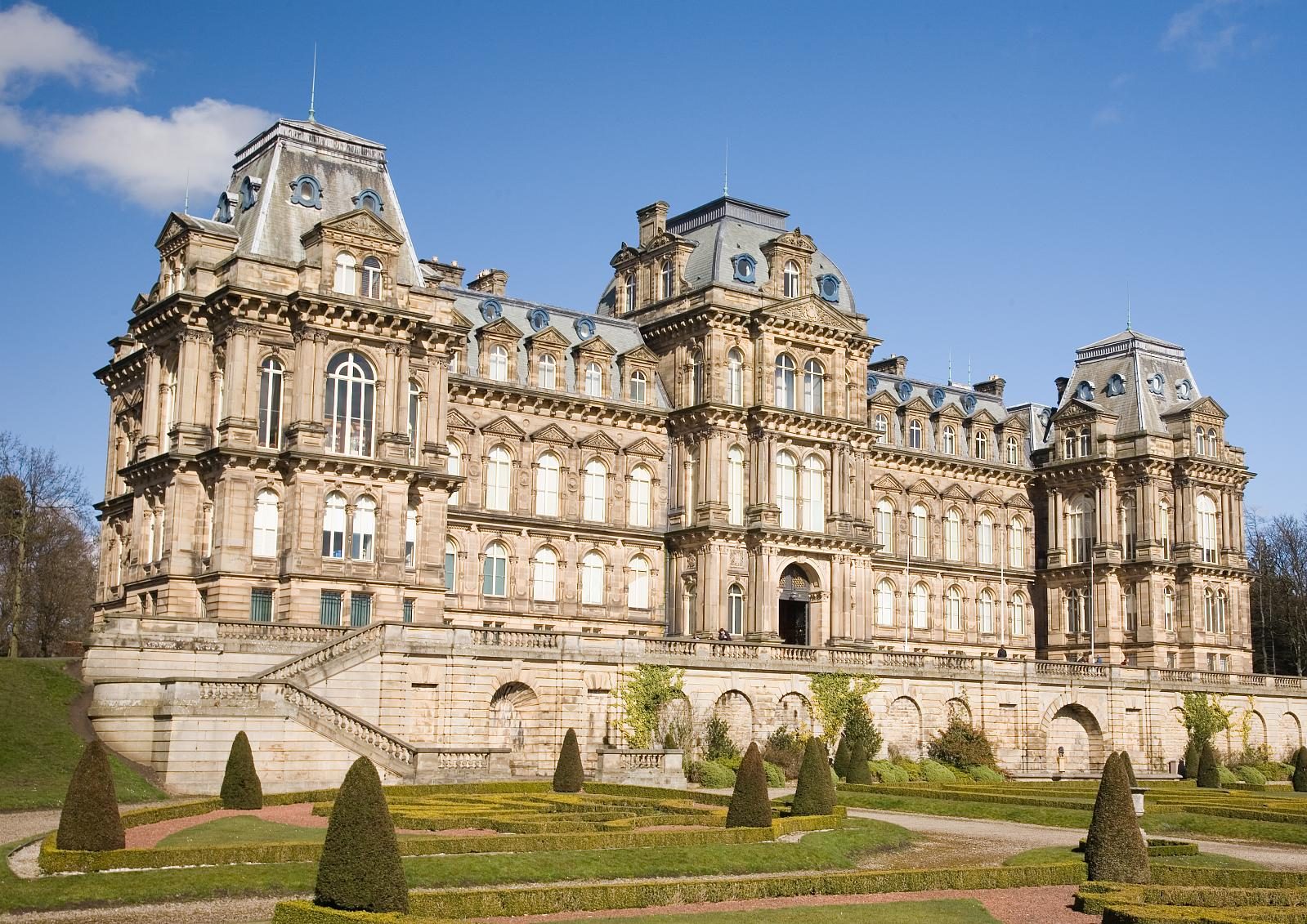
Musée Bowes

Né dans les riches descendants de George Bowes, il est l'enfant de John Bowes (10e comte de Strathmore et Kinghorne) (1769-1820) et de sa maîtresse ou épouse de fait Mary Millner, plus tard épouse de Sir William Hutt. Sa grand-mère paternelle est Mary Bowes, comtesse de Strathmore et Kinghorne.
Parce que ses parents ne sont pas mariés au moment de sa naissance, il n'hérite pas du titre de Comte de Strathmore et Kinghorne. Toutes les sources décrivent Bowes comme le fils pleinement et ouvertement reconnu du 10e comte.

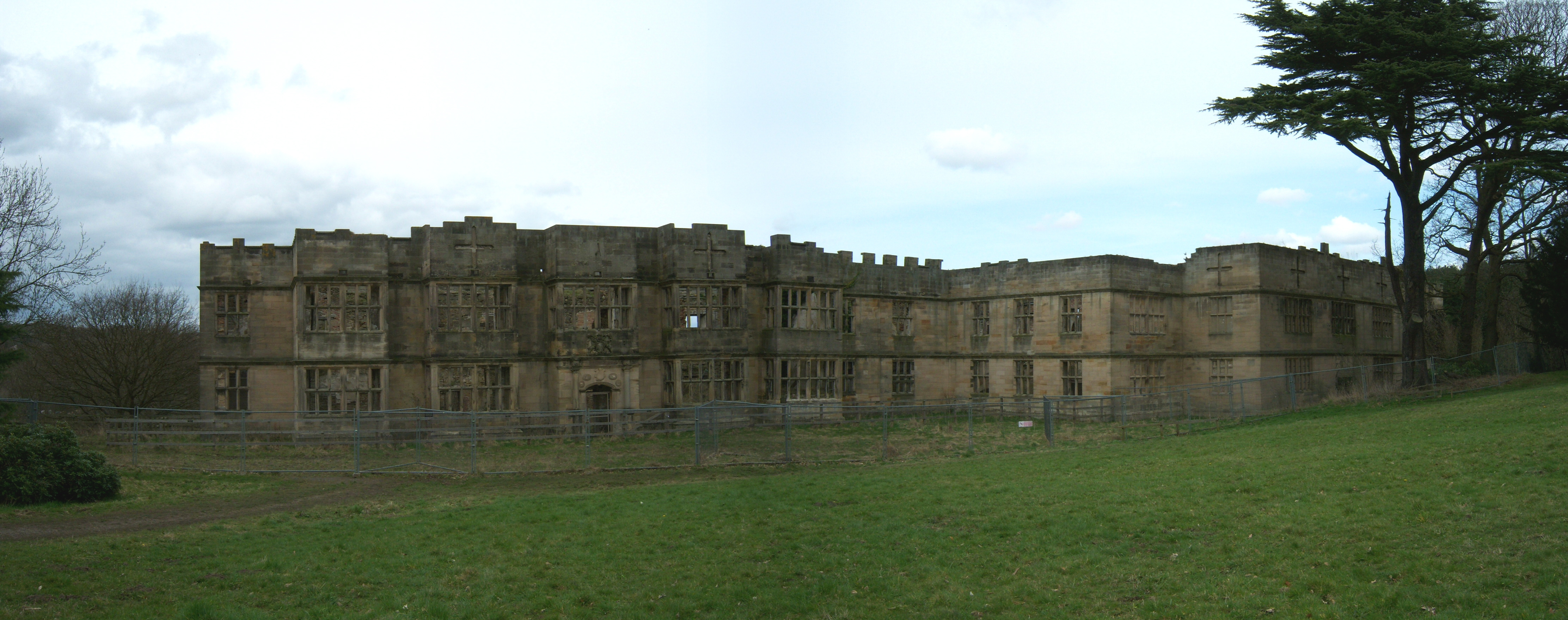
La coquille de Gibside Hall

Ses parents se marient à St George's, Hanover Square, le 2 juillet 1820, avec Lord Barnard, héritier du comte de Darlington, comme témoin. 16 heures plus tard, son père est décédé.
La légitimité de Bowes est remise en question par le frère survivant du 10e comte, Thomas Bowes, qui revendique le comté et les domaines pour lui-même. Les tribunaux écossais conviennent que le mariage de 1820 a eu lieu et qu'il a été entre deux personnes non mariées. Cependant, ses parents n'étant pas domiciliés en Ecosse (point crucial de la contestation de l'oncle), il n'a pas été légitimé en Ecosse. Le résultat est de rendre John Bowes officiellement illégitime en vertu des lois anglaise et écossaise, statut qui devient de plus en plus important dans les mœurs victoriennes déjà en vigueur. Une bataille de cinq ans s'ensuit pour les domaines, les domaines anglais revenant à John et les domaines écossais revenant à son oncle, le 11e comte.
Bowes est élevé à Gibside par sa mère, maintenant comtesse douairière de Strathmore. En 1831, elle épouse son tuteur William Hutt (1791–1882) comme première épouse.

## Carrière
Formé au Collège d'Eton et à Trinity College, Cambridge, John Bowes s'intéresse au théâtre, à l'art et aux courses de chevaux. Membre du Jockey Club, il possède le Streatlam Stud qui élève des chevaux de course à Streatlam et Gibside. Son écurie remporte trois fois les 2000 guinées Stakes, le Derby d'Epsom quatre fois et, en remportant la Triple Couronne anglaise avec West Australian, remporte les St. Leger Stakes en 1853 .
Bowes est un réformateur en politique, en faveur des parlements triennaux et de la destitution des évêques de la Chambre des lords. Il est député du Parti libéral dans la circonscription de South Durham entre 1832 et 1847. Il est également haut shérif de Durham en 1852.
En tant que l'un des plus grands propriétaires terriens d'Angleterre, il développe un certain nombre d'entreprises commerciales, initialement concernant ses vastes exploitations minières de charbon. Charles Mark Palmer gère ses charbonnages à Marley Hill et ouvre plus tard la Palmers Shipbuilding and Iron Company à Jarrow, dont Bowes est un associé . Le premier grand navire construit est le pionnier du charbonnage à vapeur de fer John Bowes.

## Mariage
Bowes quitte l'Angleterre pour la France, prétendument parce qu'il n'est pas pleinement le bienvenu dans la société victorienne en tant que personne de naissance illégitime. À Paris, en France, John Bowes rencontre l'actrice Joséphine Benoîte Coffin-Chevallier (1825-1874), fille d'un horloger, une femme passionnée de peinture et de collection . Elle est apparemment devenue sa maîtresse et ils se marient en 1852. Pendant un temps, le couple élit domicile au Château du Barry à Louveciennes près de Paris. Ils partagent une passion pour l'art et acquièrent une grande collection qui sera finalement conservée au Bowes Museum. En 1868, elle devient comtesse de Montalbo, Saint-Marin . Malheureusement, tous deux sont décédés avant la fin de leur projet de musée, Joséphine étant décédée en 1874. Elle n'a aucun descendant et est enterrée à Gibside .
Joséphine pose officiellement la première pierre du musée le 27 novembre 1869, mais elle est apparemment trop malade pour le faire physiquement et se contente de le toucher avec une truelle.

## Second mariage et décès
En 1877 (accord de mariage le 24 juillet 1877), Bowes se remarie avec Alphonsine Maria St. Amand, épouse divorcée du comte de Courten . Le second mariage ne s'est pas bien passé et il semble que John Bowes ait tenté d'obtenir le divorce de sa femme de mars à mai 1884. En effet, il est rapporté par la suite qu'il a été légalement annulé en mai 1885 . Alphonsine est peut-être la mère de l'artiste italien Angelo de Courten (1848-1925) .
Bowes meurt sans enfant en octobre 1885 à Streatlam et est enterré à côté de sa première femme à Gibside. Il a été prévu qu'ils seraient réinhumés dans une chapelle catholique du Bowes Museum, mais elle n'a jamais été achevée .
Le testament de Bowes laisse à sa femme Alphonsine une rente viagère de 3 000 £, ainsi que 20 000 £ . Des sommes substantielles sont laissées à sa conservatrice Amélie Basset et à ses trois filleuls nommés. Le reste de sa succession, non impliqué, est en grande partie léguée aux fiduciaires du testament de sa première épouse (enregistré en 1875) dans le but de créer le Musée.
Ses propriétés anglaises reviennent à ses cousins légitimes à sa mort. Le château de Streatlam est finalement vendu par la famille en 1922 à la veille du mariage de Lady Elizabeth Bowes-Lyon avec le duc d'York, prétendument pour payer les frais du mariage. Il est passé entre de nombreuses mains et est démoli par son nouveau propriétaire Philip Ivan Pease en 1959, mais la famille Pease conserve les terres jusqu'à ce jour. Le domaine Gibside appartient maintenant au National Trust.
On se souvient mieux de John Bowes aujourd'hui en tant que fondateur du Bowes Museum, qui  est décrit comme la Wallace Collection du nord .

## Sources
- Charles E. Hardy - John Bowes et le Bowes Museum (1970, réimprimé 1982) (ISBN 0-9508165-0-7)
- Sarah Kane. « Transformer les Bibelots en pièces de musée : Joséphine Coffin-Chevallier et la création du Bowes Museum, Barnard Castle » Journal of Design History 1996 9(1) :1-21 ; DOI 10.1093/jdh/9.1.1   ( non disponible sans abonnement en ligne ; citation fournie )
- Dossiers du comté de Durham : Hanby Holmes sur les affaires juridiques des Bowes of Streatlam.
- Qui est qui des députés britanniques : Volume I 1832-1885, édité par M. Stenton (The Harvester Press 1976)
- "Un château français dans le nord-est de l'Angleterre, avec Howard Coutts" .
- Collections du musée Bowes